# Åke Olson
Fritz Åke Olson, född 13 november 1952 i Malmö S:t Pauli församling, är en svensk musiklärare, låtskrivare, förläggare och arrangör inom Pingströrelsen i Sverige.

## Psalmer
Åke Olson satt med i musikgruppen för Segertonerkommittén 1988. Han finns representerad med en psalm i psalmboken.
- Befrielsen är nära, texten skrev han 1981 och musiken 1987.[2]